# Pârâu Crucii (Pogăceaua), Mureș
Pârâu Crucii este un sat în comuna Pogăceaua din județul Mureș, Transilvania, România.